# Simulium marquezi
Simulium marquezi är en tvåvingeart som beskrevs av Vargas och Diaz Najera 1957. Simulium marquezi ingår i släktet Simulium och familjen knott. Inga underarter finns listade i Catalogue of Life.